# Étienne Geoffroy Saint-Hilaire (homme politique)
Pour les articles homonymes, voir Geoffroy Saint-Hilaire.
Étienne Geoffroy Saint-Hilaire, né le 12 août 1868 à Vault-de-Lugny et mort le 25 décembre 1947 à Hyères en France, est un homme politique français.

## Biographie
Fils d'Albert Geoffroy Saint-Hilaire et arrière petit-fils du naturaliste Étienne Geoffroy Saint-Hilaire, il s'occupa de l'exploitation agricole. Il devient maire de Saint-Agnan en 1896 et est élu député de la Nièvre de 1919 à 1924, après avoir échoué face à Jean Chandioux en 1902 (7 787 contre 8 251 voix pour le sortant Chandioux).